# Galwayský záliv

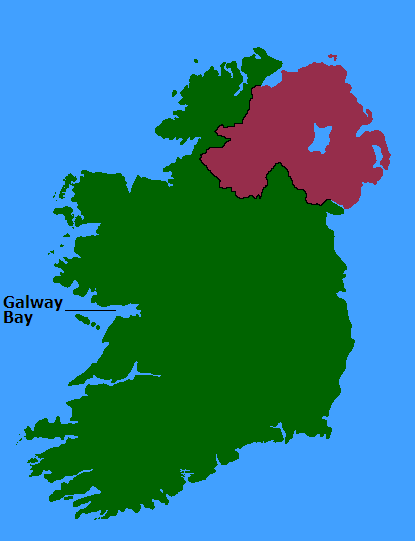
Poloha Galwayského zálivu.

Galwayský záliv (anglicky Galway Bay, irsky Loch Lurgain nebo Cuan na Gaillimhe) je záliv Atlantského oceánu na západním pobřeží Irska mezi historickými provinciemi Connacht na severu a Munster na jihu. Je 50 km dlouhý a od 10 km do 30 km široký. Leží v něm řada ostrovů včetně Aranských ostrovů západně od ústí. Na jeho břehu leží město Galway. Pobřeží je žulové a vápencové.
Okolí zálivu je turistickým cílem.

## Příroda
Pobřeží zálivu je chráněným územím, ceněným jako kombinace habitatů různých organismů – od přílivových bahnisek a písčin přes laguny, slané bažiny, dočasné vodní plochy, vegetací porostlé útesy a vápencová travní společenstva. Je útočištěm tuleňů, mořských a brodivých ptáků.
Laguny jsou brakické s rozmanitou flórou včetně specializovaných obojživelných a slatinných druhů. Luční společenstva jsou bohatá na orchideje.